# Isaiah Taylor
Isaiah Shaquille Taylor (ur. 11 lipca 1994 w Hayward) – amerykański koszykarz, występujący na pozycji rozgrywającego, obecnie zawodnik Universidad Catolica de Murcia CB.
13 października 2017 został zwolniony przez Houston Rockets. 4 dni później został zawodnikiem Atlanty Hawks. 30 czerwca 2018 został zwolniony. 10 sierpnia podpisał roczną umowę z Cleveland Cavaliers. 13 października został zwolniony.
19 września 2019 zawarł umowę z Toronto Raptors. 20 października opuścił klub.  
22 lutego 2021 dołączył do hiszpańskiego Universidad Catolica de Murcia CB.

## Osiągnięcia
Stan na 23 lutego 2021, na podstawie, o ile nie zaznaczono inaczej.
NCAA
- Uczestnik rozgrywek:
  - II rundy turnieju NCAA (2014)
  - turnieju NCAA (2014–2016)
- Zaliczony do:
  - I składu:
    - All-Big 12 (2016)
    - debiutantów Big 12 (2014)

  - III składu All-Big 12 (2015)
  - składu All-Big 12 honorable mention (2014)

D-League
- Zaliczony do I składu defensywnego D-League (2017)[8]